# Mun levy!
Mun levy! (dal finlandese "Il mio cd!") è il primo album di studio del rapper finlandese Petri Nygård, pubblicato l'11 agosto 2010 dalla Poko Records. L'album è stato per diverse settimane nella classifica dei dischi più venduti in Finlandia raggiungendo per due settimane il primo posto.
L'album divenne disco d'oro in Finlandia nel 2000 per aver venduto oltre 10000 copie del CD

## Tracce
1. Olen vaatimaton – 1:14
2. Vitun suomirokki – 4:03
3. Ei mua pysäytä mikään – 3:08
4. Mitä?! – 3:41
5. Poliisi on kiva (feat. SinisetPunasetMiehet) – 3:57
6. Pidetään hauskaa – 3:24
7. Mee vittuun Petri! – 4:11
8. Setit kuntoon (feat. Henry Saari e Miikka Osmonds) – 4:13
9. Rääväsuu (feat. [em:el]) – 3:14
10. Kanava nolla (Antakaa mun olla) – 4:08
11. Me juodaan (feat. Seremoniamestari) – 3:39
12. Petri pätee – 4:22
13. Nylon Love – 4:49
14. Meistä/Teistä (feat. Spesialisti, Davo Isotaaki e Tarbash Luoti) – 3:38

## Classifica
| Classifica | Massima posizione |
| ---------- | ----------------- |
| Finlandia  | 1                 |